# 큐맥스
큐맥스(Q-Max)는 LNG선의 한 종류로 특히 멤브레인형 액화천연가스 운반선이다. Q-Max라는 이름에서 ‘Q’는 카타르를 나타내고, ‘Max’는 카타르 LNG 터미널에 도킹할 수 있는 최대 선박 크기를 나타낸다. 이 유형의 선박은 세계에서 가장 큰 LNG 운반선이다.

## 기술 개요

등각투영 뷰에서 Q-max의 경계 상자 와 다른 선박 크기의 비교

큐맥스 크기의 선박은 길이가 345m이고, 너비가 53.8m이고, 높이가 34.7m이며, 흘수는 약 12m이다.
266,000㎥의 LNG 용량은 천연가스 161,994,000㎥와 동일하다. 그것은 전통적인 증기 터빈보다 더 효율적이고 환경친화적이라고 주장되는 중유(HFO, Heavy fuel oil)를 연소하는 2개의 저속 디젤 엔진에 의해 추진된다. 엔진이 고장나도 고장난 엔진을 분리할 수 있어 선박이 14노트의 속력을 유지할 수 있다.
큐맥스 선박에는 증발가스(Boil Off Gas, 약칭 BOG)를 처리하고, 액화하여 LNG를 화물 탱크로 되돌리는 온보드 재액화 시스템이 장착되어 있다. 온보드 재액화 시스템은 LNG 손실을 줄여 경제적, 환경적 이점을 제공한다.
전반적으로 큐맥스 운반선은 기존 LNG 운반선보다 에너지 요구량과 탄소 배출량이 약 40% 더 낮은 것으로 추정된다. 그러나 인용된 추정치는 연료로 가스를 태우는 것보다 증발가스를 재액화하는 데 사용되는 추가 연료를 무시한다. 선박은 중유(HFO)로 운행되지만, 라시다호(Rasheeda) 경우에는 2015년에 가스 연소 기능으로 개조되었다.

## 계약자
큐맥스 LNG 운반선은 2005년에 발주되었다. 삼성중공업과 대우조선해양이 건조했다. 설치된 증발가스 재액화 시스템(Ecorel)은 크라이오스타(Cryostar)에서 개발과 공급하고, 로이즈 레지스터의 승인과 인증을 받았다.

## 선박
최초의 큐맥스 LNG 운반선은 2007년 11월 드라이도크에서 띄워졌다. 명명식은 2008년 7월 11일 대한민국 거제도의 삼성중공업 조선소에서 거행되었다. 명명식 이전에 헐(Hull) 1675로 알려진 이 배는 세이카 모자 빈트 나세르(Sheikha Mozah Nasser al-Misnad)에 의해 Mozah로 명명되었다. Mozah는 2008년 9월 29일에 인도되었다. 로이드즈 레지스터에 의해 분류되었다. 큐맥스 유조선의 첫 번째 항해는 Mozah에 의해 완료되었다. 2009년 1월 11일, 유조선이 빌바오항 BBG 터미널에 266,000㎥의 LNG를 인도했다. 그 며칠 전, 선박은 처음으로 수에즈 운하를 통과했다.
4척의 큐맥스 LNG 운반선은 STASCo(쉘 인터내셔널 무역과 해운 회사 Ltd, 쉘 인터내셔널의 런던 부분), 10척은 NSQL(Nakilat Shipping Qatar Limited)에서 운영한다. 이 운반선은 카타르 가스 운송 회사, 나킬라트(Nakilat)가 소유하고 있다. 카타르의 LNG 생산업체인 카타르가스에 전세 총 14척의 큐맥스 선박 건조 계약이 체결되었다.
Mozah, Al Mayeda, Mekaines, Al Mafyar, Umm Slal, Bu Samra, Al Ghuwairiya, Lijmiliya, Al Samriya, Al Dafna, Shagra, Zarga, Aamira 및 Rasheeda라는 14개의 자매 선박이 운항 중이다. 2008년부터 2010년까지 14척의 큐맥스 선박이 모두 인도되었다.

## 같이 보기
- 큐플렉스